# ملعب ماني غارينشا الوطني
ملعب برازيليا الوطني (بالبرتغالية: Estádio Nacional de Brasília‏)، المعروف سابقا باسم ملعب ماني غارينشا (بالبرتغالية: Estádio Mané Garrincha‏)، هو ملعب متعدد الأغراض في العاصمة البرازيلية برازيليا. وهي تستخدم حاليا في الغالب لمباريات كرة القدم. الملعب يحمل 71.500 متفرج. وقد تم بناء الملعب عام 1974.

## 2014
وهناك خطط لإعادة بناء الملعب لزيادة قدرتها على 71.000 وكذلك للوصول إلى متطلبات لنهائيات كأس العالم 2014، الذي سيعقد في البرازيل. تمت إعادة تسمية الملعب في مطلع عام 2010 إلى ملعب ناسيونال دي برازيليا وإعادة الإعمار بدأت في نيسان / أبريل من العام نفسه.
وسيكون الملعب المضيف أيضا لبعض المباريات في لدورة الألعاب الأولمبية الصيفية لعام 2016 الذي سيعقد في ريو دي جانيرو.